# Ormosia brevinervis
Ormosia brevinervis là một loài ruồi trong họ Limoniidae. Chúng phân bố ở miền Cổ bắc.